# 快时尚

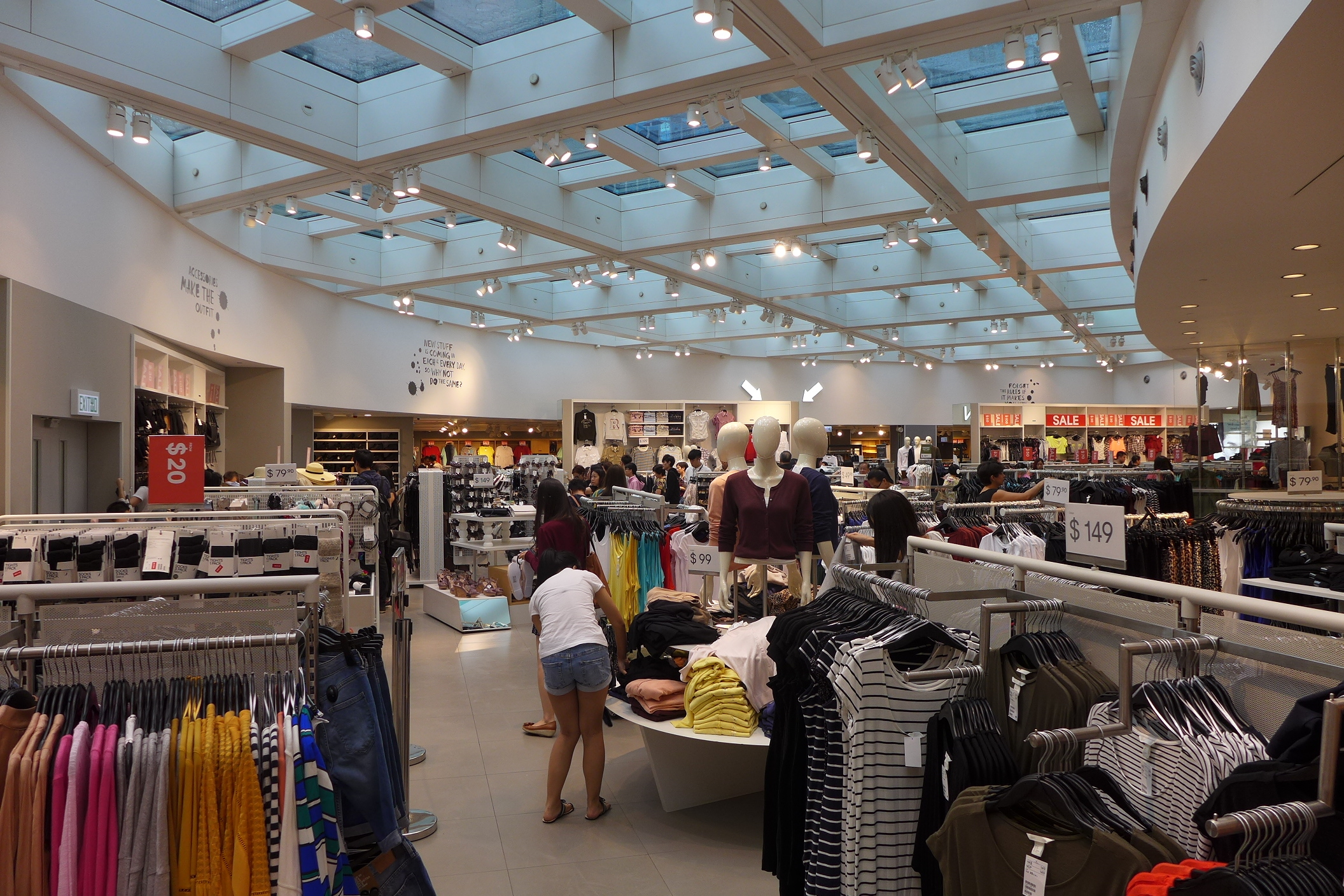
H&M店內實況

快时尚（英語：fast fashion），亦可称为速食時裝、廉价时尚、低成本时尚、经济型时尚，大眾化時裝品牌，是指可以在很短的时间将时装周中展出的潮流服饰推出的商业模式。对于消费者来说，可以在很短的时间，以低廉的价格，买到新潮的服饰。其代表有H&M、Zara、Shein、Topshop、Gap、Forever21、ESPRIT、班尼顿、C&A、Next、Mango、Pull&Bear、Massimo Dutti、波丝可、Oysho、盖尔斯、普利马克、URBAN REVIVO、ASOS、NewLook、無印良品、GU與UNIQLO等品牌。快速方便、款式多樣性、便宜、流行是快時尚的優點，以平價路線吸引消費大眾，消費者買的是流行與衝動，非全然的必要性。指相對於慢時尚或豪華時裝的衣服類型，通常是指一些售價較低的服裝，主要並非遊樂、炫耀和營業等其他目的。

## 社交媒體營銷
不限於僅在社交賬戶上載預製廣告，快時尚零售商們意識到參與社交媒體上時尚網紅的引流，是一個更有效推銷服裝的方式。這些社交媒體網紅可以被視作「普通」個體， 因為他們發佈的帖文，應可在跨社交平台上擁有大量的追隨者。如社交網紅發帖文展示他們穿著來自Shein的全套服飾，他們的追隨者就可能會被誘使向該零售商購入同類物品。一些研究發現，追隨社交媒體網紅與更頻密地購物之間存在關聯性。即使一些快時尚零售商有保留自己的 「代言人」，也有許多零售商轉與社交媒體網紅合作推銷服裝。
冠状病毒大流行爆發後，在社交平台上出現一波營銷活動的浪潮，如快時尚零售商希音便迅速地佔據了多個社交平台的中心舞台。社交媒體用戶尤其如年輕女性羣體，無法避免在線活動時不會接觸到來自該公司網頁的訊息。如在2022年3月統計數據，在TikTok平台上「希音拖拉」（Shein hauls）成為其中一個最流行的趨勢，標籤#sheinhaul的觀看量達到47億。這些拖拉影片展示了一些個人記錄下他們展示所購入（尤其大數額）物品的畫面， 這些短片也被發佈到YouTube或TikTok等平台。在全球大流行的中期，如此規模的觀看量，在2020年為Shein帶來收入達到100億美金。

## 另見
- 快速消費品
- 零浪费时尚（英语：Zero-waste fashion）
- 慢时尚